# Champoulet

Champoulet este o comună în departamentul Loiret din centrul Franței. În 1 ianuarie 2022 avea o populație de 52 de locuitori.